# Quakeworld
QuakeWorld är en uppdatering till Quake som skapades december 1996 av John Carmack med hjälp av John Cash och Christian Antkow och lägger till stöd för TCP/IP och tillät spel över Internet.
Som en julklapp släppte id Software i december 1999 källkoden av Quake och QuakeWorld under GPL-licensen.
Sverige har flera erkända QuakeWorld-spelare och har bland annat tagit silvermedalj i världsmästerskapet 2001, anordnat av The CPL i Dallas, USA. Svenska aktörer har även hostat några av norra Europas mest populära QuakeWorld-servrar. Som exempel finns Topshot (2003-2005), som drev sina servrar i samarbete med KTH och Novum Forskningspark. 